# Рассохин, Николай Георгиевич
Николай Георгиевич Рассохин (1923—2007) — советский учёный-энергетик, доктор технических наук, профессор.
Общее число печатных работ Рассохина — 124; в том числе 5 монографий. За учебник «Парогенераторные установки АЭС» (1987, 3-е издание) был удостоен Государственной премии СССР.

## Биография
Н. Г. Рассохин — участник Великой Отечественной войны: ушёл добровольцем на фронт в первые дни войны.
Окончил Московский энергетический институт в 1951 году. Продолжил в нём научную и преподавательскую деятельность; основные направления научных работ — ядерная и тепловая энергетика. Профессор Московского энергетического института (с 1970 по 1990 годы — заведующий кафедрой атомных электростанций). Возглавлял Учебно-методический совет по энергетическим специальностям при Минвузе СССР.
В течение нескольких лет на кафедре АЭС МЭИ и ЭНИЦ разрабатывался расчётный программный комплекс NARAL/FEM (являющийся дальнейшим развитием комплекса NARAL/CAVITY), который служил для описания процессов, протекающих при свободной конвекции расплава A3 с учётом стенок окружающей конструкции. Научной группой, занимающейся развитием этого комплекса, руководил профессор Н. Г. Рассохин.
Много лет он работал заместителем председателя ВАК СССР по техническим наукам; сам подготовил 3 докторов и 30 кандидатов наук.

## Заслуги
- Николай Георгиевич Рассохин — дважды лауреат Государственной премии СССР; лауреат премии Совета Министров СССР; награждён орденами Ленина и Трудового Красного знамени; удостоен звания «Заслуженный деятель науки Российской Федерации».
- За большой вклад в подготовку и воспитание специалистов-энергетиков был удостоен в 2004 году премии МЭИ «Почёт и признание».[4]

## Из библиографии
- Парогенераторы, сепараторы и пароприёмные устройства АЭС / Н. Г. Рассохин, В. Н. Мельников. — Москва : Энергоатомиздат, 1985. — 76 с. : ил.; 22 см. — (Б-ка эксплуатационника АЭС).
- Процессы генерации пара на атомных электростанциях / Л. Ф. Фёдоров, Н. Г. Рассохин. — Москва : Энергоатомиздат, 1985. — 288 с. : ил.
- Парогенераторные установки атомных электростанций : [Учеб. для вузов по спец. «Атом. электр. станции»] / Н. Г. Рассохин. — 3-е изд., перераб. и доп. — Москва : Энергоатомиздат, 1987. — 383,[1] с.
- Парогенераторы атомных электростанций / Л. Ф. Фёдоров, В. Ф. Титов, Н. Г. Рассохин. — Москва : Энергоатомиздат, 1992. — 412,[2] с. : ил.; 21 см; ISBN 5-283-03821-1